# Descarboxilación de Krapcho
La descarboxilación de Krapcho es una reacción orgánica en donde un éster se decarboxila en presencia de halogenuros metálicos, de solventes dipolares apróticos y calor.
Para que la reacción proceda, el éster debe contener un grupo electroatractor en la posición beta, tales como β-cetoésteres, ésteres malónicos, α-cianoésteres, o α-sulfonilésteres. Los ésteres óptimos son los metílicos y etílicos, debido a que la reacción procede por un mecanismo SN2. La reacción es termodinámicamente favorable, debido al aumento de entropía de los productos, los cuales son gases. (MeCl y CO2). Esta reacción es un procedimiento sintético útil para descarboxilar ésteres malónicos.